# The Wild Tchoupitoulas
The Wild Tchoupitoulas è un album a nome di The Wild Tchoupitoulas, pubblicato dalla Antilles Records (uscì anche per la Island Records) nel 1976. 
In quest'album i The Meters (oltre al consueto quartetto, il gruppo si avvale dell'aiuto dei fratelli di Arthur Neville) collaborano con i The Wild Tchoupitoulas, un gruppo cerimoniale di afroamericani in costume da pellirosse. 

## Tracce
Lato A
1. Brother John – 3:34 (Cyril Neville)
2. Meet De Boys on the Battlefront – 3:22 (George Landry)
3. Indians Here Dey Come – 4:02 (George Landry)
4. Hey Pocky A-Way – 3:57 (Art Neville, George Porter, Joseph Modeliste, Leo Nocentelli)

Durata totale: 14:55
Lato B
1. Indian Red – 7:19 (George Landry)
2. Big Chief Got a Golden Crown – 3:58 (George Landry)
3. Hey Mama (Wild Tchoupitoulas) – 4:43 (George Landry)
4. Hey Hey (Indians Comin') – 3:58 (Cyril Neville, George Landry)

Durata totale: 19:58

## Musicisti
- Arthur Neville - tastiere, accompagnamento vocale
- Leo Nocentelli - chitarra
- George Porter Jr. - basso
- Joseph Modeliste - batteria
- Cyril Neville - congas, accompagnamento vocale
- Teddy Royal - chitarra
- Aaron Neville - pianoforte, accompagnamento vocale
- Charles Neville - percussioni, accompagnamento vocale
- Willie Harper - accompagnamento vocale

Wild Tchoupitoulas
- George Landry - Big Chief Jolly
- Amos Landry - Spy Boy
- Carl Christmas - Flag Boy
- Brooker Washington - Trail Chief
- Norman Bell - Second Chief

Note aggiuntive
- Allen Toussaint - produttore
- Marshall E. Sehorn - produttore
- Arthur Neville - coproduttori, arrangiamenti
- Charles Neville - coproduttori, arrangiamenti
- Registrato (e mixato) al Sea-Saint Recording Studio di New Orleans, Louisiana
- Ken Laxton - ingegnere del suono, ingegnere al remixaggio
- Roberta Grace - ingegnere del suono